# Бригус
Бригус (англ. Brigus) — рыбацкий посёлок, расположенный в заливе Консепшен, Ньюфаундленд, Ньюфаундленд и Лабрадор, Канада.

## География
Бригус расположен рядом с Бухтой Купера, английским поселением, основанным в 1610 году Джоном Гаем от имени Бристольского общества торговых предпринимателей.
Бригус расположен примерно в 80 км к западу от Сент-Джонс, и до него можно добраться по шоссе 70-A в 18 км от Трансканадского шоссе.

## Демография
По данным переписи населения 2021 года, проведённой Статистическим службой Канады, население Бригуса составляло 699 человек, проживающих в 327 из 506 частных домов, что на 3,3 % меньше, чем в 2016 году, когда в посёлке проживало 723 человека. Площадь посёлка составляет 11,48 км2, в 2021 году плотность населения составляла 60,9/км².
| Население                                 | 723    |
| Изменение численности населения с 2011 г. | -3.6 % |
| Median age                                | 51.3   |
| Количество семей                          | 240    |
| Количество супружеских пар                | 175    |
| Общее количество жилых помещений          | 446    |
| Площадь (км2)                             | 11.57  |

## История
Знаменитые люди, родившиеся в Биргусе:
- Капитан Джон Бартлетт, плыл вместе с Айзеком Хейсом и Робертом Пири.
- Капитан Сэм Бартлетт, плыл с Робертом Пири.
- Капитан Роберт Бартлетт, командовал шхуной «Рузвельт» и участвовал в экспедиции Роберта Пири.
- Капитан Артур Бартлетт
- Капитан Уильям Норман, спас адмирала Адольфа Грили.
- Капитан Айзек Бартлетт, спас капитана Тайсона.
- Капитан Уильям Бартлетт

Бригус — популярная туристическая остановка, известная своими живописными пейзажами и достопримечательностями. Среди них The Vindicator, где печаталась газета Brigus, монастырь Милосердия, построенный в 1860 году для сестёр Милосердия, приехавших из Ирландии в 1861 году, местный Оранжевый орден, Национальный исторический памятник Хоторн-Коттедж, Туннель, который пробурили в твёрдой скале на набережной в 1860 году, чтобы обеспечить доступ к глубоководному причалу для парусных кораблей Бартлетта, музей каменного амбара, Юбилейный клуб, место встречи «торговых принцев Брига» с конца XIX века до середины XX века, англиканская церковь Святого Георгия, освящённая в 1845 году, Объединенная церковь Бригуса, освящённая в 1875 году и Римско-католическая церковь, построенная в 1832 году.